# Cyrtyphus blandus
Cyrtyphus blandus is een keversoort uit de familie Belidae. De wetenschappelijke naam van de soort is voor het eerst geldig gepubliceerd in 1892 door Faust.